# David Ralson
 David Ralson, född 16 februari 1895 i Stockholm, död 6 juni 1984 i Göteryd, var en svensk konstnär.

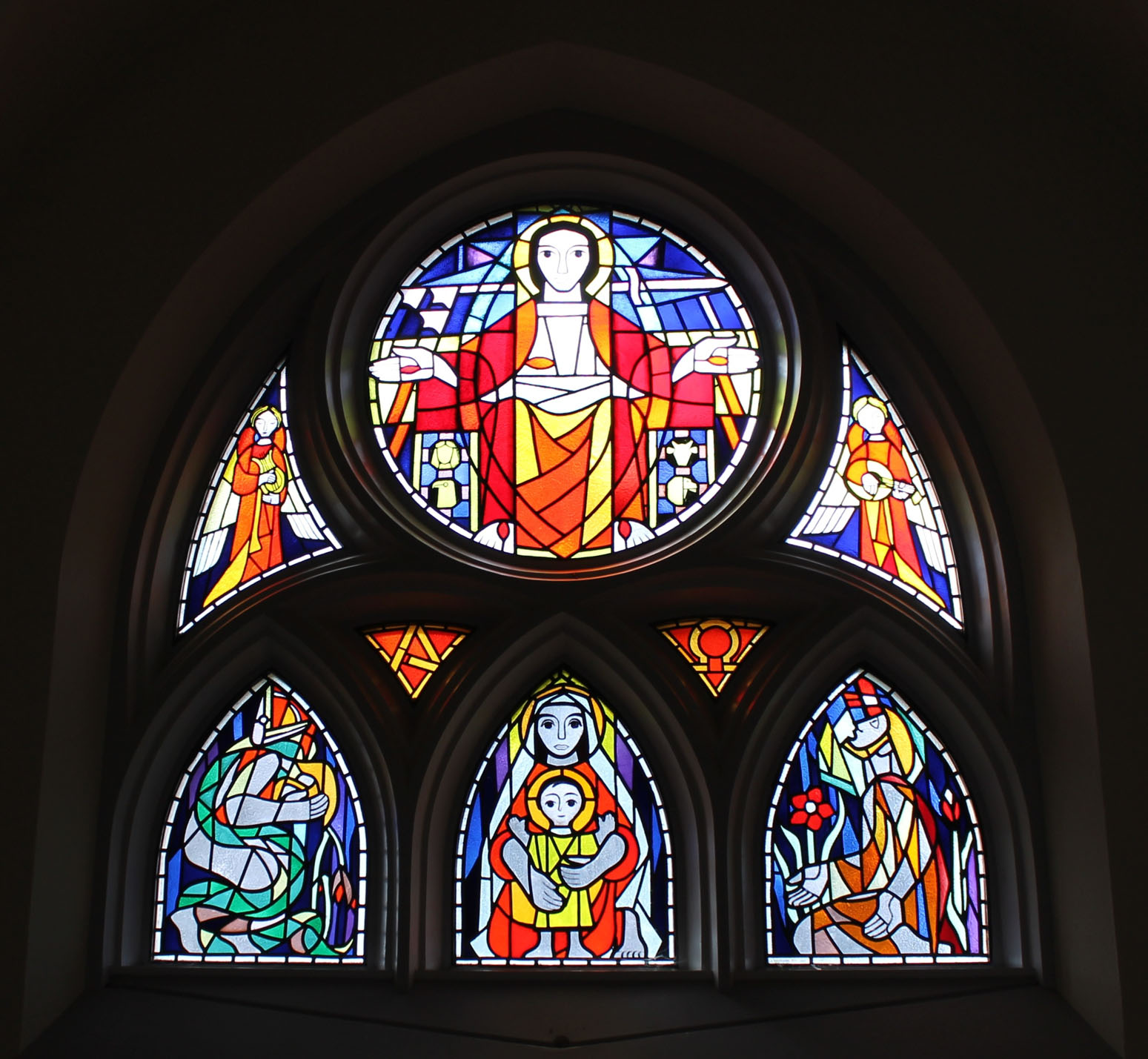
Glasmålningar i Jäts nya kyrka

## Levnadsteckning
David Ralson var född i Stockholm. Hans efternamn var då  Larsson och tillnamnet Karl. Karl David Larsson fick sin utbildning till maskinritare och ingenjör vid Tekniska skolan, numera Konstfack. 
Han reste 1922 till Chicago och etablerade sig som reklamtecknare. Det var där han ändrade sitt efternamn genom att vända de tre första bokstäverna  i ( Lar)sson  till (Ral)son. Här ingick han också äktenskap med Gun Camitz från Gårdstaköp i  Göteryds församling.
1929 återvände Gun och David Ralson till Sverige. I Stockholm  fortsatte hans sitt arbete inom reklambranschen. 
Makarna förvärvade 1936 gården Holmseryd i Göteryd. Detta skulle innebära en radikal förändring av hans yrkesverksamhet  och bli början på hans sakrala konstnärsbana. 1953 erhöll han nämligen  uppdraget att måla den stora altartavlan  i  Göteryds kyrka. Detta verk blev mycket uppmärksammat och  ledde till att han blev efterfrågad  och anlitad att utföra konstverk i kyrkor  och församlingslokaler. Ända till sin död den 6 juni 1984 var han flitigt verksam. 
Han har ihågkommits för eftervärlden genom att ett särskilt rum inretts åt hans konst i Kulturhuset Blohmé, Älmhult. Det finns dock inte kvar.

## Verk i urval
- 1953  Göteryds kyrka
- 1954  Herråkra kyrka
- 1956  Hemmesjö nya kyrka
- 1957  Furuby kyrka
- 1959  Betania, Delary
- 1963  Almundsryds kyrka
- 1965  Jäts nya kyrka
- 1966  Skogslyckans kyrka
- 1966  Örkelljunga kyrka
- 1968  Hyltebruks församlingshem
- 1968  Vrå kyrka
- 1969  Kalvsviks församlingshem
- 1970  Vittsjö församlingshem
- 1973  Betesdadammen (brons) på kyrkogården i Väckelsång
- 1975  Hallaryds kyrka
- 1977  Hinneryds kyrka
- 1982  Vetlanda Pingstkyrkan